# 奧扎拉國家公園
奧扎拉國家公園（法語：Parc national d'Odzala-Kokoua）是中部非洲國家剛果共和國的國家公園，位於該國西北部，鄰近與加蓬接壤的邊境，佔地1,260平方公里，海拔高度400至600米，成立於1935年，每年平均降雨量1,400至1,600毫米，野生動物包括大猩猩、黑猩猩、非洲象等。

## 外部連結
- Ecotourism in Odzala National Park
- wcs-congo.org